# Ангарский кряж
Ангарский кряж — горный кряж в Иркутской области России. Протягивается в юго-восточной части Среднесибирского плоскогорья от предгорий Восточного Саяна на северо-востоке до бассейна Нижней Тунгуски.
Протяжённость составляет около 800 км, высота — до 1022 м. Кряж состоит из нескольких параллельных гряд с выровненными междуречьями, сложен нижнепалеозойскими карбонатными и терригенными отложениями, пластовыми интрузиями траппов. При пересечении траппов река Ангара и её притоки образуют крупные пороги.
На северо-востоке кряжа произрастает лиственничная тайга, на юго-западе — сосновые леса с массивами пихтово-кедровой тайги. Имеются месторождения железной руды.
По кряжу проходит автомобильная дорога А311 от города Тулун до г. Братска и далее на север.